# Olena Novgorodchenko
Olena Novgorodchenko est une joueuse de volley-ball ukrainienne née le 5 février 1988 à Svitlovodsk (Oblast de Kirovohrad). Elle mesure 1,80 m et joue au poste de passeuse.

## Clubs
| Club             | De        | À         |
| ---------------- | --------- | --------- |
| CHIPB-Krug       | 2004-2005 | 2007-2008 |
| Khimik Youjne    | 2008-2009 | 2013-2014 |
| CS Ştiinţa Bacău | 2014-2015 | 2014-2015 |
| Wisła Warszawa   | 2015-2016 | …         |

## Palmarès

### Équipe nationale
- Ligue européenne
  - Vainqueur : 2017[2]

### Clubs
- Championnat d'Ukraine
  - Vainqueur : 2011, 2012, 2013, 2014.
- Coupe d'Ukraine
  - Vainqueur : 2014.
  - Finaliste : 2011, 2012.
- Coupe de Roumanie
  - Vainqueur : 2015.

### Distinctions individuelles
en sélection :
- 2017 : Ligue européenne — Meilleure passeuse.